# Pielaki (Sainte-Croix)
Pour les articles homonymes, voir Pielaki.
Pielaki est une localité polonaise de la gmina de Mniów, située dans le powiat de Kielce en voïvodie de Sainte-Croix.